# Calcio Padova
Calcio Padova, thường được gọi là Padova, là một câu lạc bộ bóng đá Ý có trụ sở tại Padua, Veneto. Thành lập vào năm 1910, lần cuối cùng Padova góp mặt tại Serie A là vào năm 1996. Màu chính thức của đội là trắng và đỏ.
Padova bị trục xuất khỏi Lega Pro mùa giải 2014-15 khi CLB phải tuyên bố phá sản. Một Padova mới xuất hiện trở lại không lâu sau đó dưới cái tên Biancoscudati Padova cho mùa giải 2014-15 tại Serie D với tư cách là một câu lạc bộ thay thế. Đội Padova nguyên bản được đổi tên thành Football Padova, tạo điều kiện cho CLB mới được phép tái sử dụng cái tên ban đầu của câu lạc bộ, Calcio Padova.

## Lịch sử
Những ngày hoàng kim của Padova là vào cuối những năm 1950, khi đội do Nereo Rocco dẫn dắt, đạt đến đỉnh cao với vị trí thứ ba vào năm 1958 nhờ vào phù thủy cánh của Kurt Hamrin. Tiền đạo Sergio Brighenti và Aurelio Milani sẽ đóng vai chính khi Padova vẫn là một thế lực ở Serie A, trước khi xuống hạng năm 1962. Phần còn lại của thập niên 1960 sẽ thấy câu lạc bộ ở Serie B trước khi đi vào một sự suy giảm nghiêm trọng trước sự hồi sinh của thập niên 1980.
Sự hồi sinh sẽ chứng kiến Padova trở lại Serie B vào đầu những năm 1980, và trong vòng một thập kỷ, họ sẽ là những ứng cử viên thăng hạng nghiêm túc. Chiến thắng trong trận play-off trước Cesena năm 1994 đã chứng kiến câu lạc bộ trở lại Serie A sau 32 năm. Sau một khởi đầu khủng khiếp đến 1994/95, Padova đã thi đấu giống như hầu hết các dự đoán của các chuyên gia về sự trở lại nhanh chóng. Tuy nhiên, họ đã tìm thấy phong độ của mình trong nửa cuối năm và khi họ ghi được chiến thắng 1-0 trước Juventus, họ đã bỏ xa sáu điểm so với khu vực rớt hạng. Tuy nhiên, cuối cùng họ đã kết thúc trận play-off xuống hạng với Genoa, do bàn thắng muộn của Inter Milan được hỗ trợ bởi Rubén Sosa, mà họ đã giành chiến thắng trên chấm phạt đền.
Sẽ không có may mắn như vậy vào năm sau, vì Padova đã xuống hạng với những lần xuống hạng tiếp theo vào năm 1998 và 1999. Từ năm 2001, họ đã thi đấu tại Serie C1 và Lega Pro Prima Divisione. Đội bóng đã trở lại Serie B vào cuối mùa giải 2008-09.
Tổng cộng, Calcio Padova đã tham gia tới 11 chức vô địch Prima Divisione / Divisione Nazionale trong khoảng thời gian từ 1914-15 và 1928-29 (vị trí tốt nhất là hạng 3 năm 1922-23) và 16 chức vô địch Serie A giữa năm 1929 Lần thứ 3 năm 1957-58); tại Coppa Italia, tốt nhất là á quân năm 1967. Padova đã giành được một Coppa Italia Serie C vào năm 1980, và cũng đã chơi 34 chức vô địch Serie B (giành được năm 1947, 48) và 29 chức vô địch Serie C1 / C2 / Lega Pro Prima Divisione (giành được vào năm 1936 ném37, 1980). Padova kết thúc với tư cách là á quân Cup Anh-Ý năm 1983.
Trong mùa giải 2013-14 Serie B, Padova đã xuống hạng sau khi kết thúc vào ngày 20 và vào ngày 15 tháng 7 năm 2014, đội đã không đăng ký mùa giia3 2014-15 Lega Pro. Vào tháng 4 năm 2015 đội bóng đã được đưa vào thanh lý.

### Biancoscudati Padova
Câu lạc bộ được thành lập vào mùa hè năm 2014, với tên là Socà Sportiva Dilettantistica a rl Biancoscudati Padova, sau khi không bao gồm Calcio Padova trong Lega Pro và Serie D.
Trận đấu chính thức đầu tiên là Biancoscudati Padova- Castellana (2-0) tại Coppa Italia Serie D, diễn ra vào ngày 24 tháng 8 năm 2014.
Vào ngày 19 tháng 4 năm 2015, nhờ chiến thắng 2-1 trước Legnago, đội b1ong venetian đạt được suất thăng hạng lên Lega Pro.
Vào ngày 5 tháng 6 năm 2015, đổi tên thành Biancoscudati Padova Spa.
Vào ngày 6 tháng 7 năm 2015, đổi tên thành Calcio Padova Spa, sau khi Calcio Padova cũ đổi tên thành Football Padova Spa   - società trong liquidazione.

## Đội hình
Tính đến ngày 30 tháng 8 năm 2024
Ghi chú: Quốc kỳ chỉ đội tuyển quốc gia được xác định rõ trong điều lệ tư cách FIFA. Các cầu thủ có thể giữ hơn một quốc tịch ngoài FIFA.
| Số | VT | Quốc gia | Cầu thủ             |
| -- | -- | -------- | ------------------- |
| 1  | TM | Ý        | Mattia Fortin       |
| 2  | HV | Ý        | Filippo Delli Carri |
| 4  | HV | Ý        | Francesco Belli     |
| 5  | HV | Ý        | Marco Perrotta      |
| 6  | TV | Ý        | Lorenzo Crisetig    |
| 7  | TV | Ecuador  | Kevin Varas         |
| 8  | TV | Ý        | Pietro Fusi         |
| 9  | TĐ | Ý        | Alberto Spagnoli    |
| 10 | TV | Ý        | Simone Russini      |
| 11 | TV | Ý        | Carmine Cretella    |
| 12 | TM | Ý        | Michele Voltan      |
| 13 | HV | Ý        | Luca Crescenzi      |
| 14 | HV | Ý        | Luca Villa          |
| 15 | TV | Ý        | Nicolò Bianchi      |

| Số | VT | Quốc gia | Cầu thủ            |
| -- | -- | -------- | ------------------ |
| 17 | TV | Ý        | Alessandro Capelli |
| 19 | TV | Ý        | Nicola Valente     |
| 20 | TĐ | Ý        | Mattia Bortolussi  |
| 21 | TV | Ý        | Michael Liguori    |
| 22 | TM | Ý        | Matteo Carniello   |
| 23 | HV | Ý        | Antonio Granata    |
| 26 | HV | Ý        | Niko Kirwan        |
| 29 | TV | Ý        | Jérémie Broh       |
| 30 | HV | Ý        | Giulio Favale      |
| 37 | TĐ | Ý        | Andrea Montrone    |
| 72 | HV | Ý        | Carlo Faedo        |
| 73 | HV | Ý        | Alberto Targa      |
| 77 | TV | Ý        | Francesco Tumiatti |
| 99 | TĐ | Ý        | Andrea Beccaro     |

### Cho mượn
Ghi chú: Quốc kỳ chỉ đội tuyển quốc gia được xác định rõ trong điều lệ tư cách FIFA. Các cầu thủ có thể giữ hơn một quốc tịch ngoài FIFA.
| Số | VT | Quốc gia | Cầu thủ                                                    |
| -- | -- | -------- | ---------------------------------------------------------- |
| —  | TV | Ý        | Jacopo Bacci (tại Empoli cho đến ngày 30 tháng 6 năm 2025) |